# Дель Фора, Монте ди Джованни
Монте ди Джованни дель Фора (итал. Monte di Giovanni del Fora; 1448, Флоренция — 1533, Флоренция) — флорентийский художник эпохи Возрождения, мастер миниатюр. Брат Герардо ди Джованни дель Фора.

## Биография
Монте ди Джованни дель Фора — сын скульптора Джованни ди Миниато, известного как Фора, начал свою карьеру в 1460-х годах в книжной мастерской миниатюр вместе со своими двумя братьями Герардо и Бартоломео.
На его творчество оказали влияние различные итальянские художники, такие как Филиппо Липпи, а также голландские мастера его времени. О его деятельности в качестве художника-панно известно мало.
В своей области, благодаря широкому спектру классических и мифологических сюжетов, гротесков, камеи и литературных произведений на античные темы, он был предшественником Филиппино Липпи. Среди наиболее важных характеристик его искусства — широкий спектр иконографических ссылок, как религиозных, так и светских.
Его иллюстрации характеризуются пышными, богатыми и сложными изображениями. Он работал для таких великих европейских правителей, как Мануэл I Португальский и венгерский король Матьяш I Корвин. При создании большинства своих иллюстрированных книг он сотрудничал со своими братьями Герардо (1445—1497) и Бартоломео (1442—1494), которые также были художниками.

## Произведения
Мозаичный портрет Святого Зиновия Флорентийского (1504), Музей Опера-ди-Санта-Мария-дель-Фьоре, Флоренция.
- Во Флоренции Монте получил множество заказов на иллюстрированные книги от престижных религиозных орденов: Кафедральный собор, Сан-Джованни, каноники Сан-Лоренцо, Сан-Марко и монастырь Сантиссима-Аннунциата, Госпиталь для Невинных, Больница Санта Мария Нуова и самых важных флорентийских семей: Медичи, Строцци, Камилло Мария Вителли.
- Миниатюры, первенство Пизы,
- Миниатюры, Кафедральный собор Аосты
- «Мизаль Сант-Эгидио» (1474), Музей Барджелло, Флоренция (совместно с братом Герардо).

## Галерея

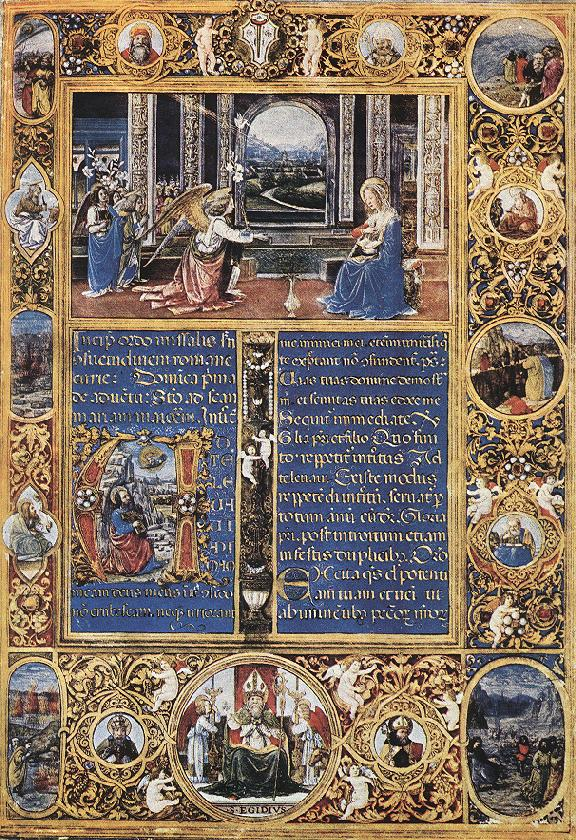
Иллюстрация из церкви Сант-Эджидио (1474), Музей Барджелло
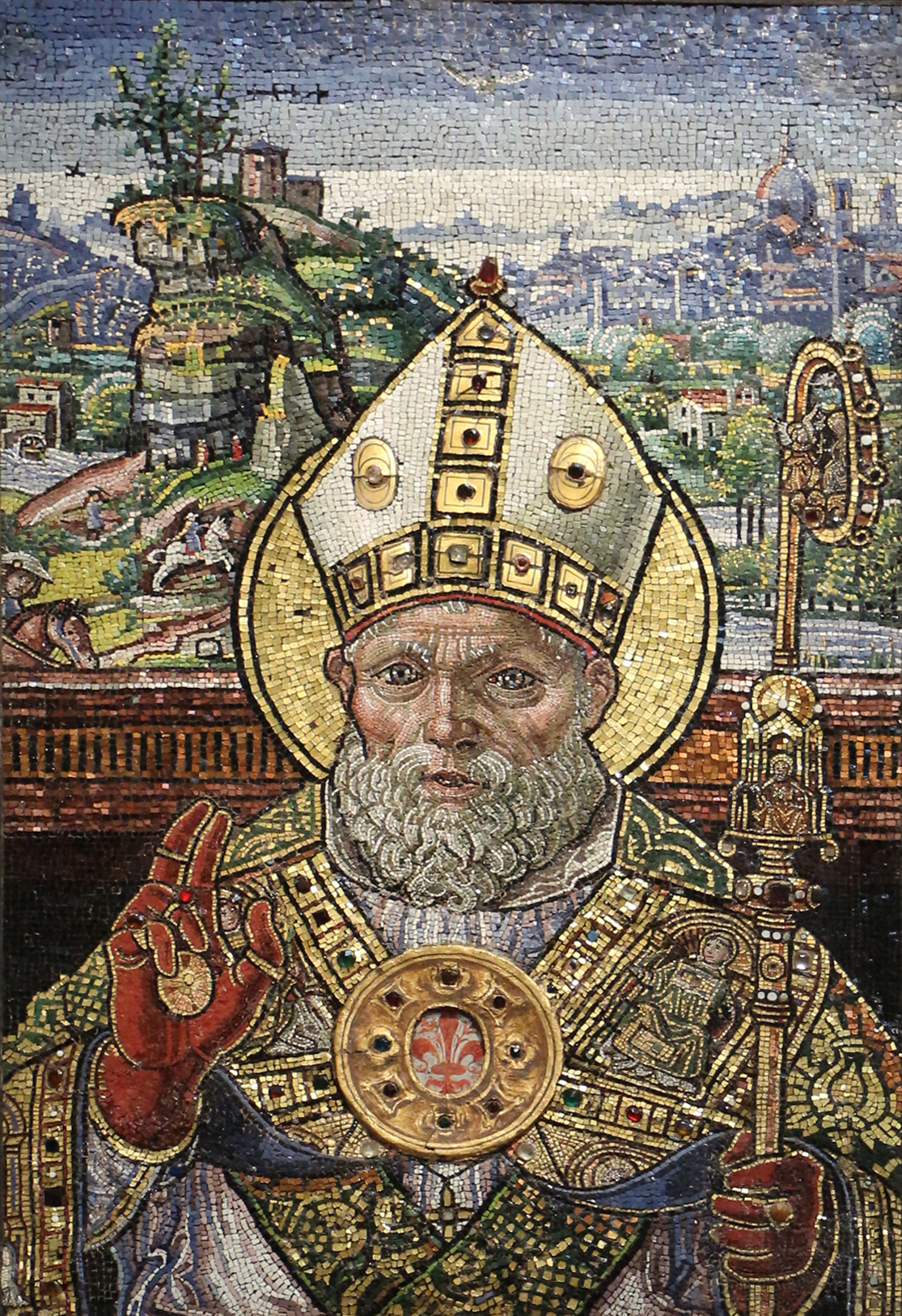
Мозаичный портрет святого Зиновия Флорентийского
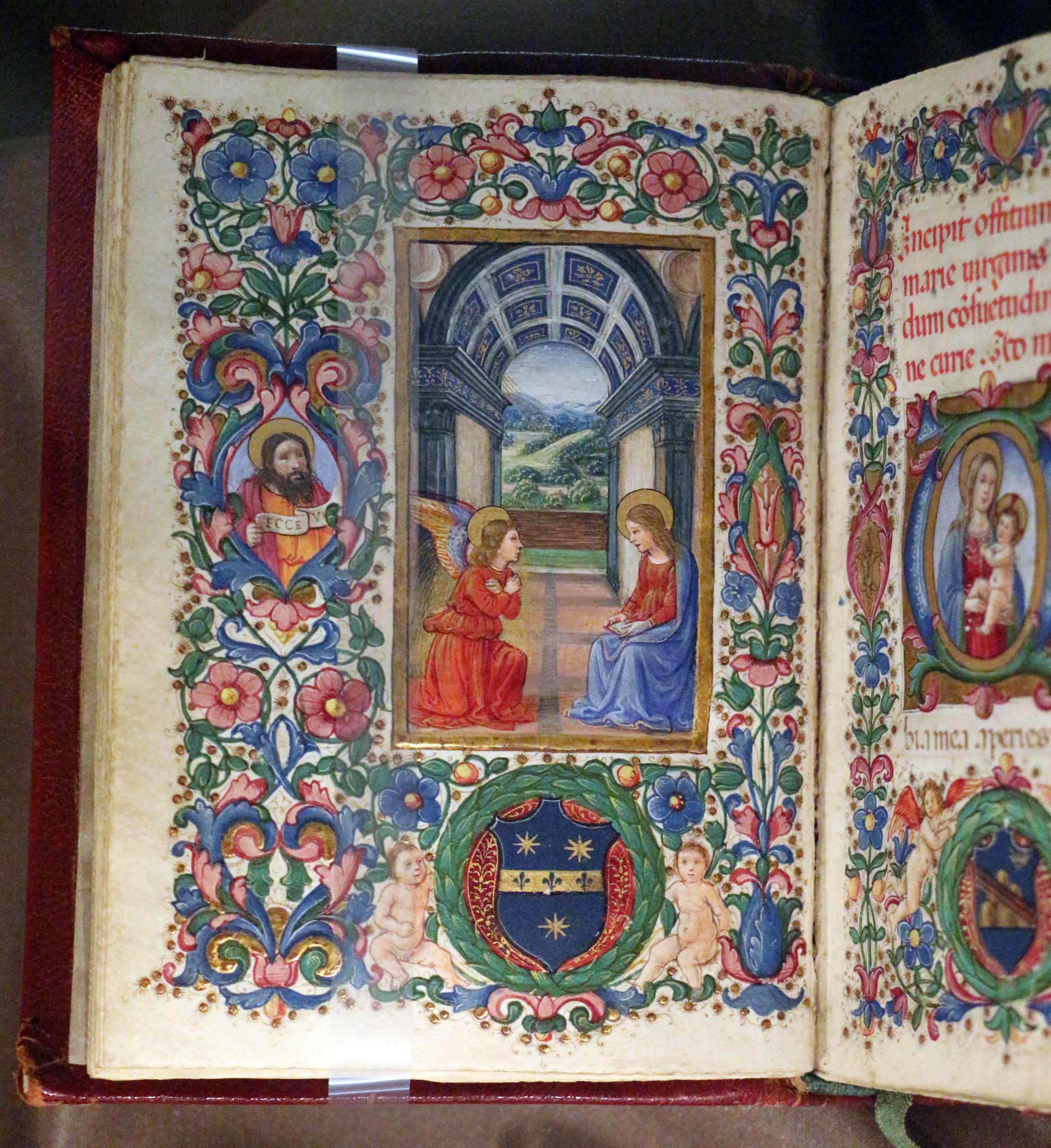
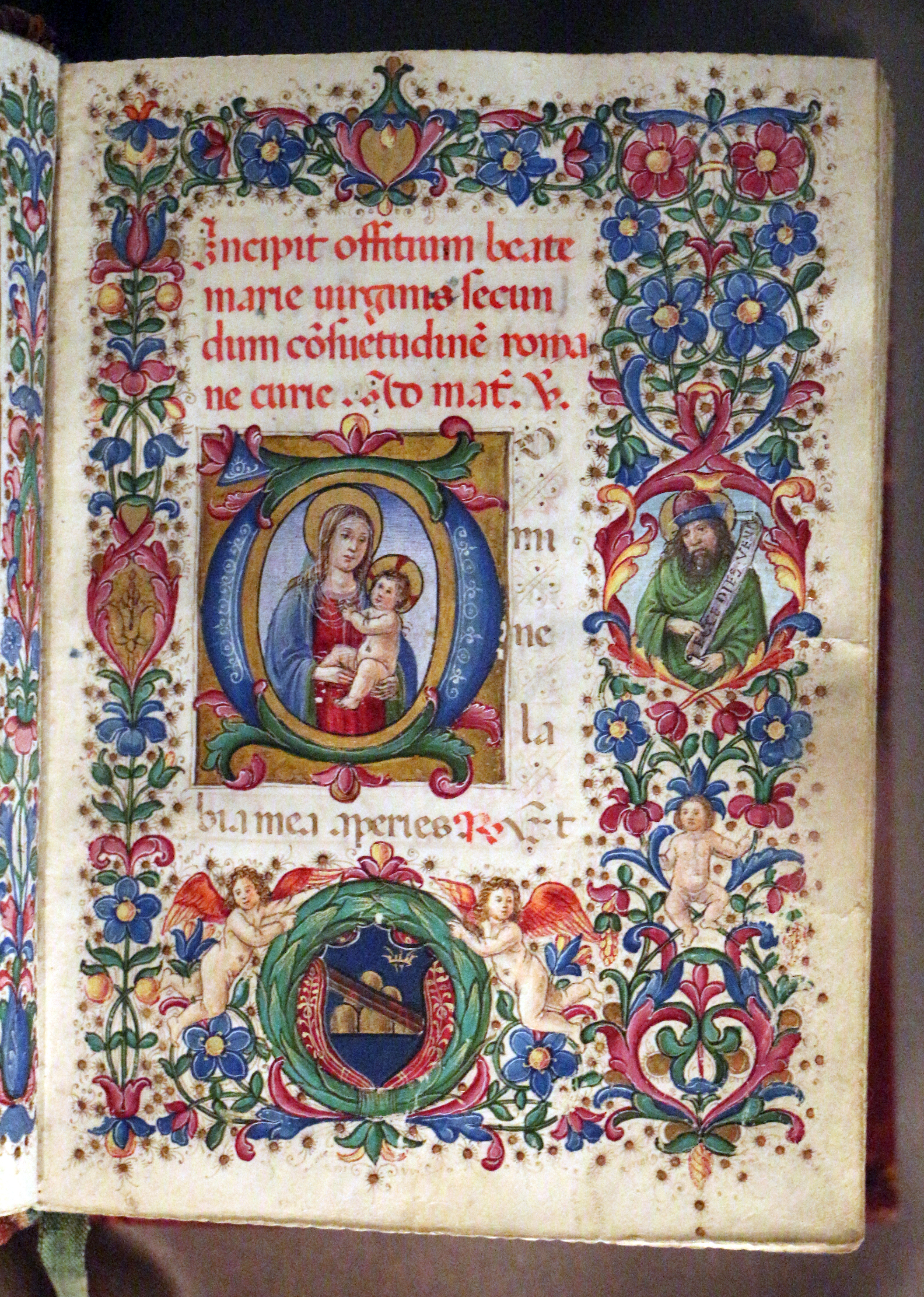
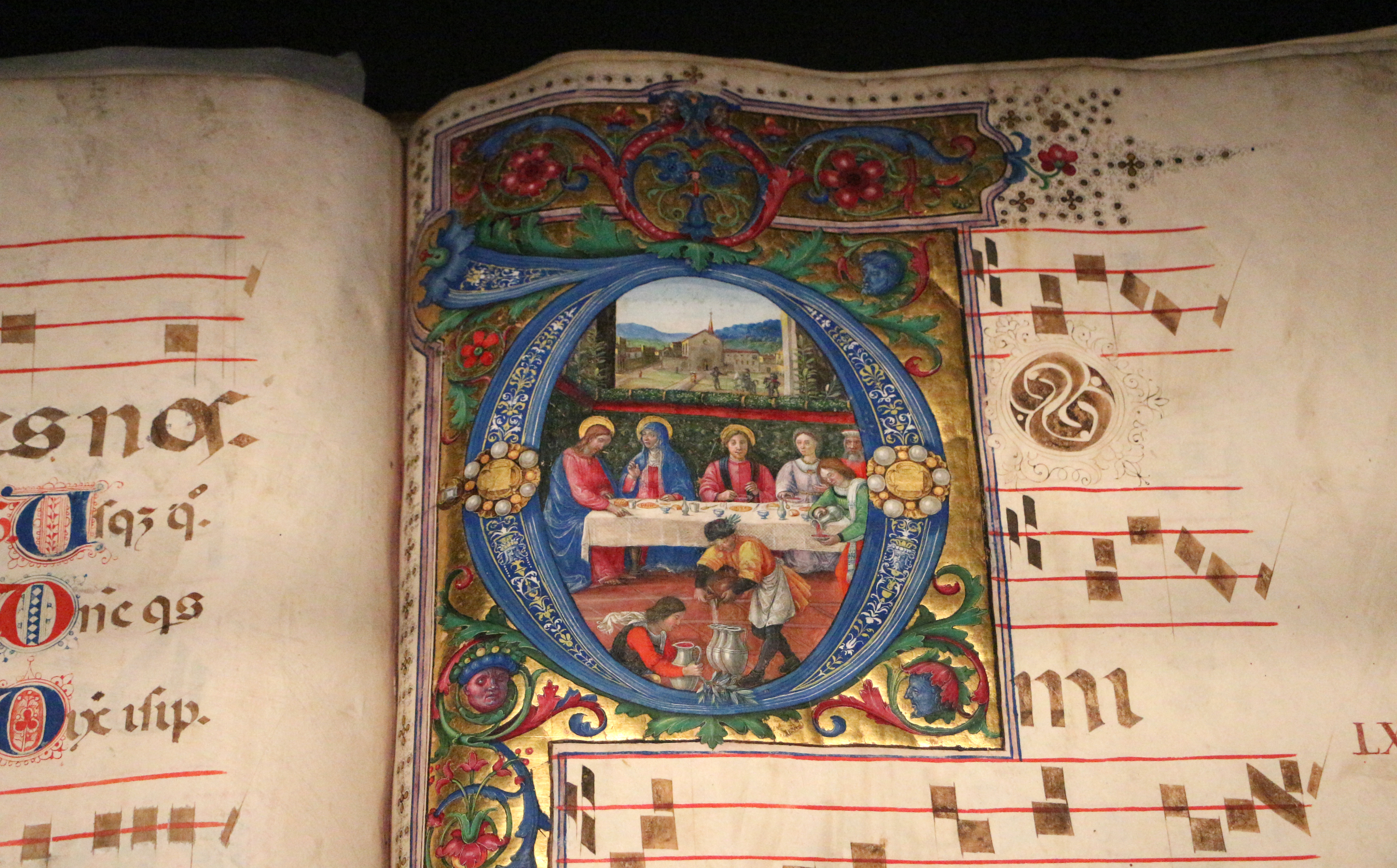